# Song Chaoqing
Song Chaoqing (chiń. 宋朝卿; pinyin Sòng Cháoqīng; ur. 21 marca 1991) – chińska biathlonistka, reprezentantka kraju w zawodach Pucharu Świata oraz na Mistrzostwach świata.
Dwukrotna srebrna medalistka: w sprincie drużynowo (7,5 km) oraz w drużynowym biegu patrolowym na 15 km na Zimowych igrzyskach wojskowych w Dolinie Aosty (2010).
Jej najlepszą pozycją w zawodach PŚ była piąta lokata w sprincie 5 grudnia 2009 w Östersund.

## Osiągnięcia

### Zimowe Igrzyska Olimpijskie
| 2010 Vancouver/Whistler (Kanada) | 53. miejsce (IN), 32. miejsce (SP), 43. miejsce (PU), 9. miejsce (RL) |

### Mistrzostwa świata
| 2009 P'yŏngch'ang (Korea Południowa) | 37. miejsce (SP), 44. miejsce (PU), 7. miejsce (RL) |

### Puchar Świata
| Sezon     | Miejsce |
| --------- | ------- |
| 2008/2009 | 63.     |
| 2009/2010 | 34.     |